# Francisco Leona
Francisco Leona Romero (1835—1910) fue un criminal español, ejerciendo de curandero y barbero asesinó al niño de siete años Bernardo González Parra para usar su sangre y grasa como remedio curativo en el crimen de Gádor. Es por ello recordado como el Sacamantecas o el Hombre del saco.
Francisco Leona Romero era un viudo de 75 años, que ejercía como curandero y barbero, y que tenía antecedentes criminales. Inspirado en creencias populares que atribuían propiedades medicinales a la sangre humana y la manteca infantil, a cambio de 3000 reales reveló la supuesta cura de la tuberculosis que aquejaba a Francisco Ortega el Moruno: beber sangre y untarse las mantecas de un niño. El 28 de junio de 1910, Leona junto a Julio Hernández el Tonto secuestraron a Bernardo González Parra, metiéndolo en un saco de arpillera y trasladándolo a un cortijo aislado. Allí le rajaron la axila, le extrajeron la sangre, que el Moruno bebió de inmediato mezclándola con azúcar y luego Leona llevó al niño al campo y lo asesinó aplastando su cabeza con una roca, y a continuación le extrajo la grasa y el epiplón, que aplicaría al pecho del enfermo.
Tras intentar estafar a su cómplice, Julio Hernández, éste acudió a la Guardia Civil fingiendo haber encontrado el cuerpo del niño por casualidad. Cuando la Guardia Civil investigó el caso, todo el pueblo señaló a Leona. Leona inculpó a Julio Hernández, y finalmente confesó el crimen.
Francisco Leona fue condenado en 1910 a morir por garrote vil, pero murió en la cárcel.